# خوجه
خُوجه (به انگلیسی: Khoja) گروهی مذهبی در جنوب آسیا است که به اسلام روی آوردند. کلمه «خوجه» از واژه فارسی خواجه و به معنای فرد محترم و متشخص گرفته شده‌است.
در اواخر قرن ۱۹ و اوایل قرن بیستم، به دنبال مهاجرت آقاخان اول از ایران به هند، آنها به تشیع و تسنن روی آوردند و اکثریت این گروه پیرو فرقهٔ اسماعیلیهٔ نزاری باقی ماندند.
به دنبال دیدار شماری از خوجه‌ها به رهبری دوجی جمال در نجف با زین‌العابدین حائری مازندرانی در اوایل دهه ۱۸۷۰ میلادی، زمینه گرایش تعدادی از خوجه‌ها به تشیع فراهم شد.
خوجه‌ها امروزه در شرق آفریقا، هند، اروپا و شمال آمریکا زندگی می‌کنند.

## خوجه‌های اثناعشری
این گروه اصالتاً از ایالت گجرات و منطقه کچ هندوستان هستند؛ که پیشتر از آیین هندو به مذهب اسماعیلیه گرویده بودند، در اوایل دهه ۱۸۷۰ به مذهب شیعه اثناعشری پیوستند. خوجه‌های اثناعشری در پنج قاره جهان حضور دارند و در هر کشوری جماعات و تشکیلاتی مستقل دارند، فدراسیون جهانی جماعات شیعه خوجه اثناعشری مهم‌ترین تشکیلات آنان است که جماعات و فدراسیون‌های منطقه‌ای زیر نظر آن فعالیت می‌کنند.
سازمان بلال مسلم میشن، ویپاز و فدراسیون جماعات شیعه خوجه اثناعشری آفریقا، از مهم‌ترین تشکیلات متعلق به شیعیان شرق آفریقا است. دبیرخانه فدراسیون جهانی شیعیان خوجه در لندن مستقر است.
دوجی جمال، ملا اصغر و حاجی ناجی از شخصیت‌های خوجه اثناعشری هستند.